# Biserica Sfântul Moise din Veneția
Biserica Sfântul Moise (italiană Chiesa di San Moisè) este un edificiu religios romano-catolic din secolul al VIII-lea, situat în sestiere San Marco din orașul italian Veneția. Ea este dedicată lui Moise pe care, ca și bizantinii, venețienii tind să-l canonizeze ca pe unul dintre profeții Vechiului Testament. Îl onorează de asemenea pe Moisè Venier, care a plătit pentru reconstrucția sa în secolul al IX-lea. La mică distanță se află teatrul de operă, teatro San Moisè.

## Istoric
Potrivit cronicilor vechi, edificiul original a fost construită la sfârșitul secolului al VIII-lea de către familiile Artigeri și Scoparii și a fost inițial dedicat Sfântului Victor. Sansovino consemnează anul 796, fără a se baza pe o sursă sigură. De la început pare să fi devenit parohie, dar știri pe pievani explicit ai doar secolul al doisprezecelea
În 947, biserica a fost refăcută de Moisè Valier și prin dorința sa a fost consacrată personajului biblic Moise al cărui nume îl poartă și astăzi. Clădirea a fost reconstruită din nou în 1105, după celebrul incendiu care a devastat Veneția, și din nou în 1632.
În 1810, ca urmare a edictelor lui Napoleon, parohia a fost desființată și a fost înglobată parohiei San Marco.

## Descriere
Fațadă sa masivă în stil baroc, datând din 1668, domină campo-ul cu același nume. Ea este lucrarea lui Alessandro Tremignon și a fost finanțată prin testamentul patricianului venețian Vincenzo Fini, al cărui bust apare deasupra intrării principale.

## Exterior

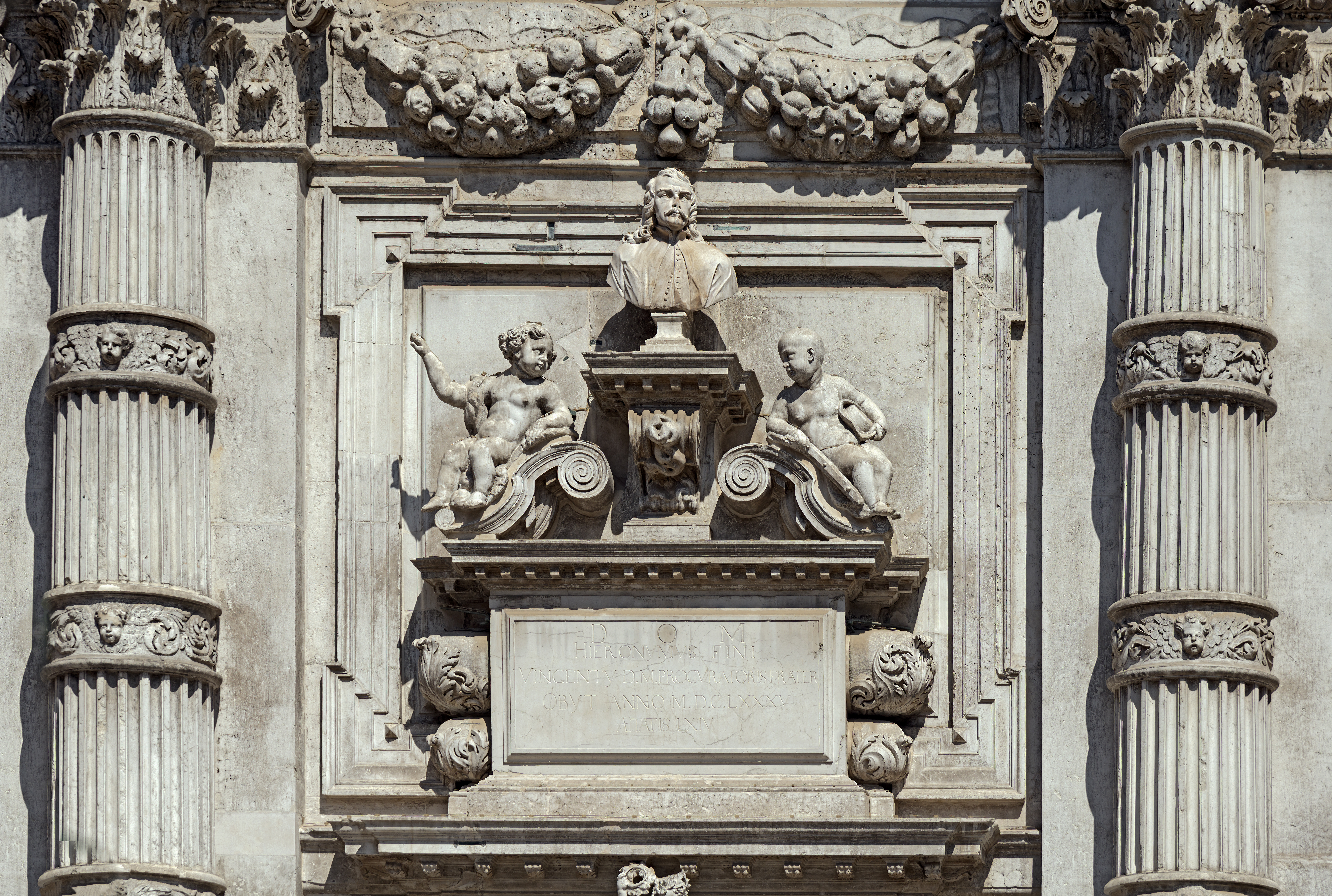
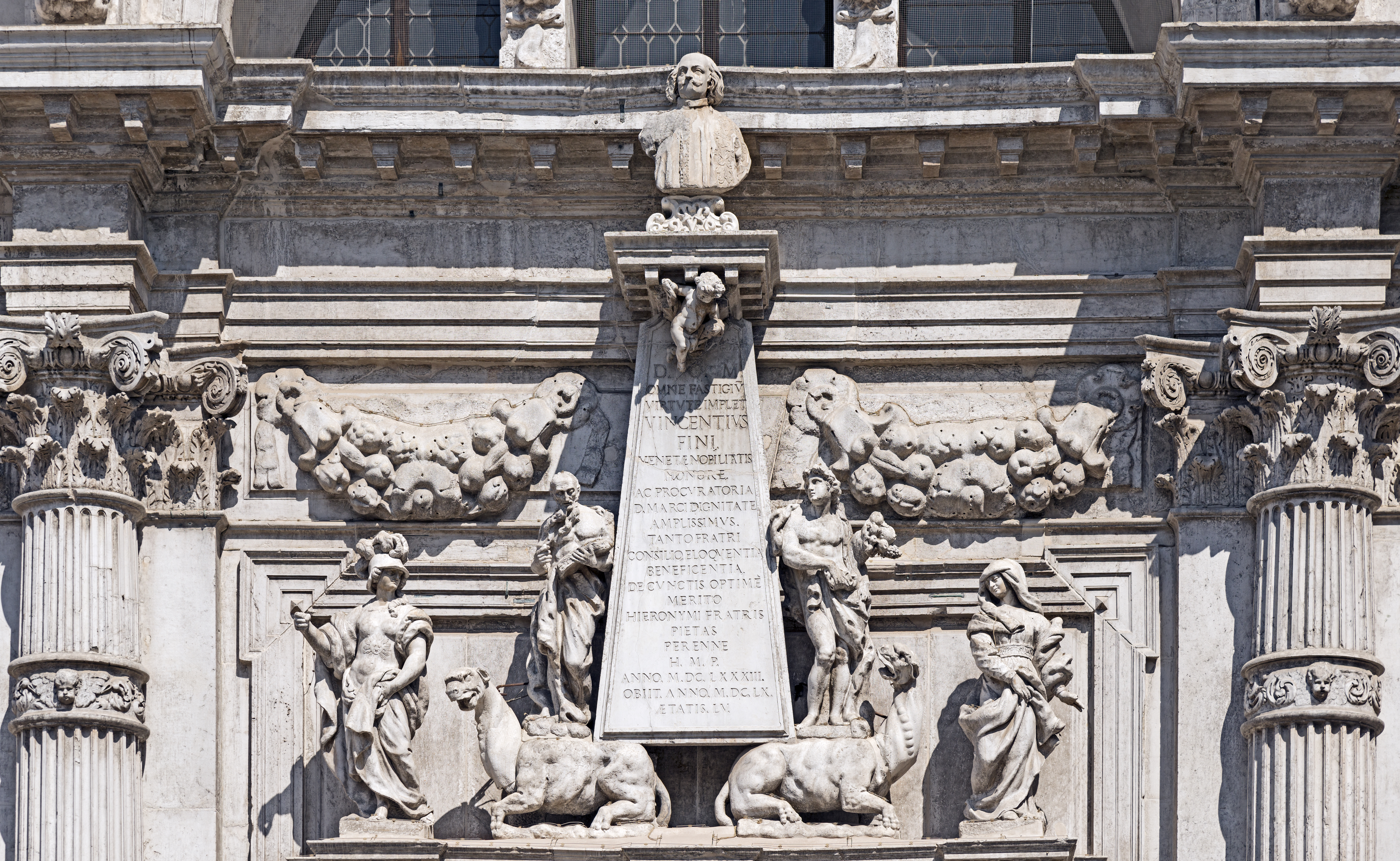
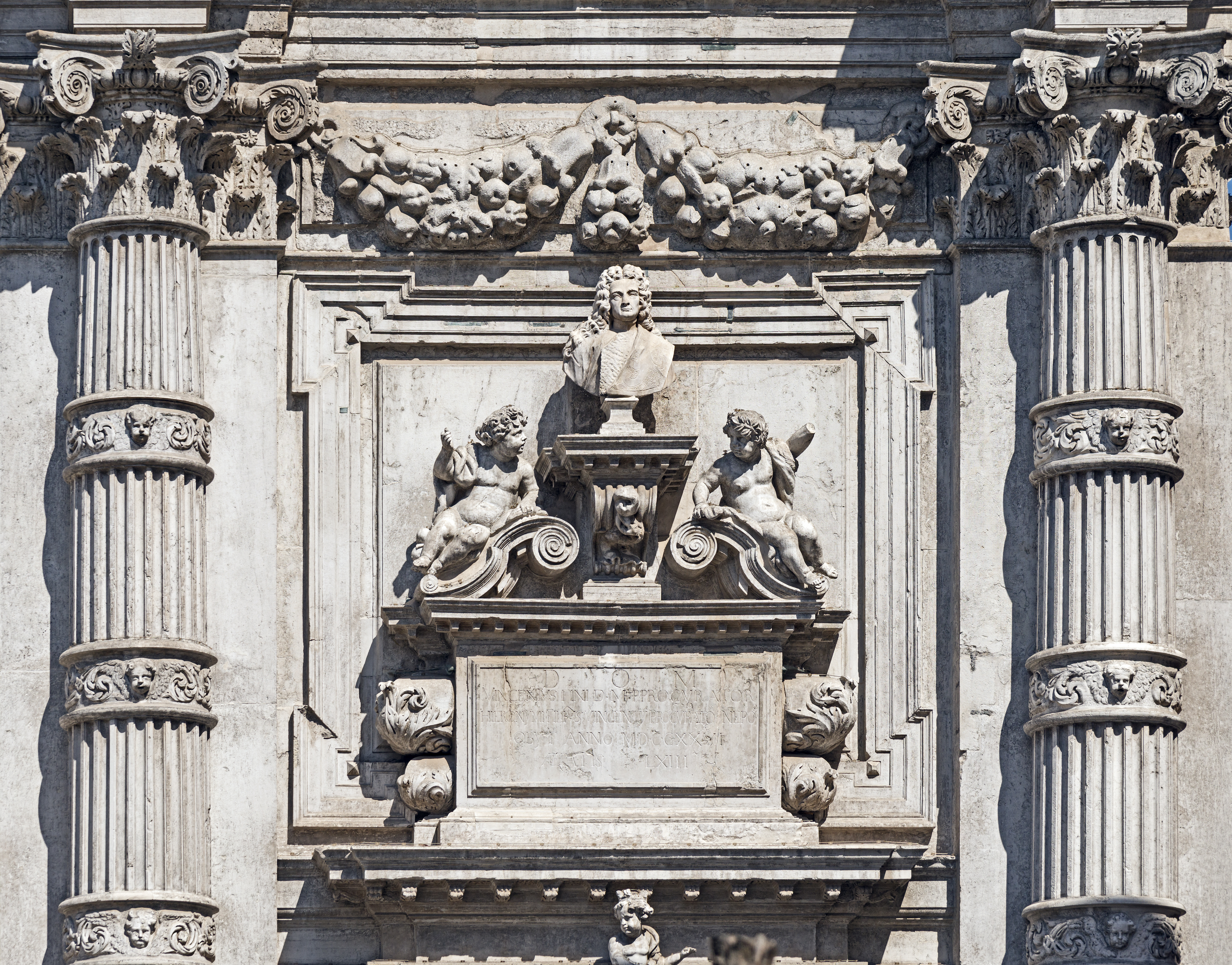

În interior există picturi și sculpturi din secolele XVII și XVIII. Printre picturi se pot admira Spălarea picioarelor de Tintoretto și Cina cea de Taină, atribuită lui Palma cel Tânăr.
Altarul monumental este, de asemenea, un proiect al lui Tremignon cu lucrări sculpturale de Enrico Merengo. Fundalul pictural cu îngerii este opera pictorului venețian Michelangelo Morlaiter. Există, de asemenea, un paliu cu Depunerea în mormânt, operă din 1636 a lui Niccolò Roccatagliata, în colaborare cu fiul său Sebastiano.
Nava centrală adăpostește mormântul bancherului scoțian John Law, care a fondat Compania Indiilor de Vest pentru exploatarea văii fluviului Mississippi, și care s-a retras să trăiască în Veneția în ultimii ani ai vieții sale, după ce a suferit o serie de eșecuri financiare.
Chiar și în sacristie sunt opere de Michelangelo Morlaiter: Sf. Matei, Sf. Vincent Ferrari, San Carlo Borromeo.

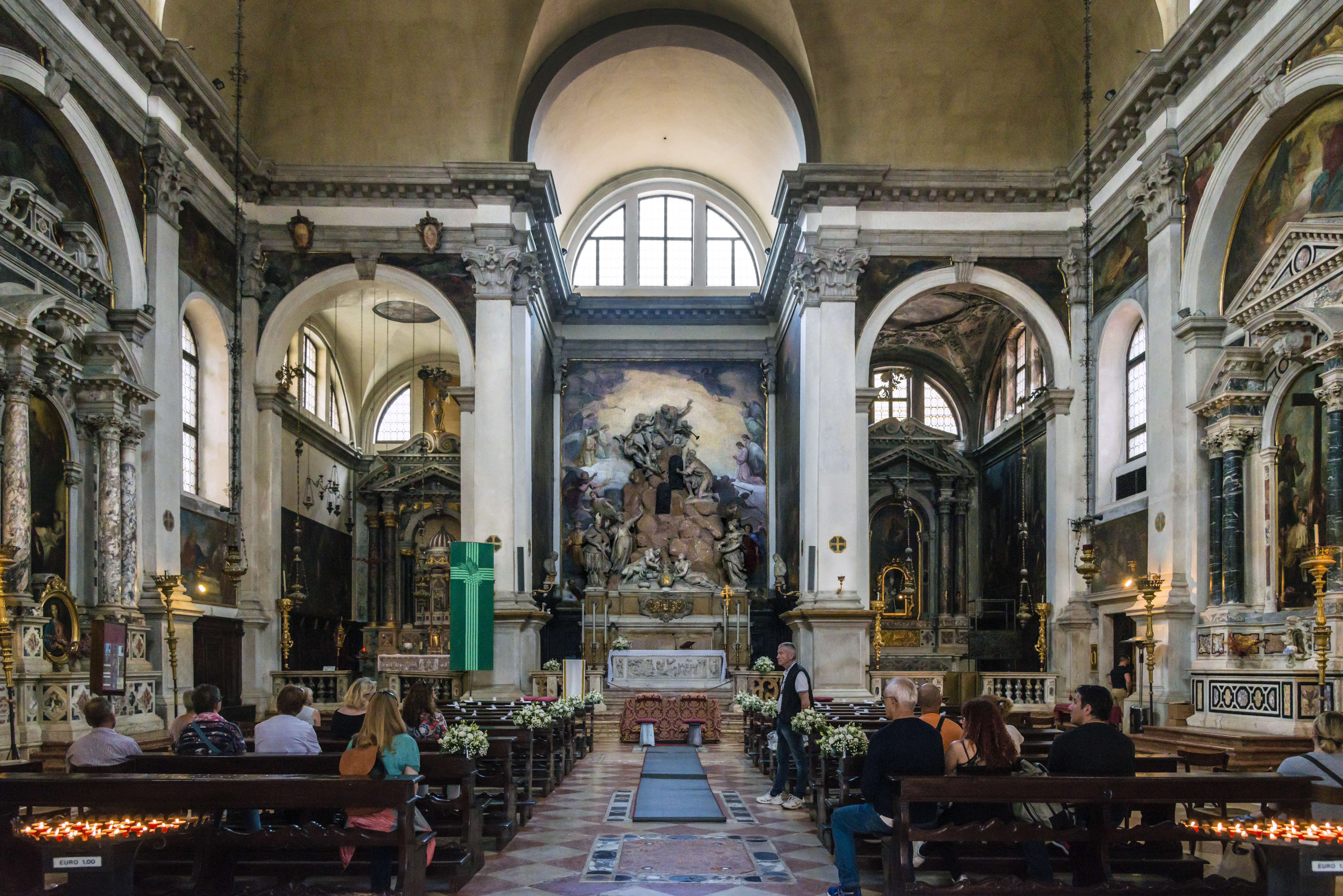
Vedere interioară
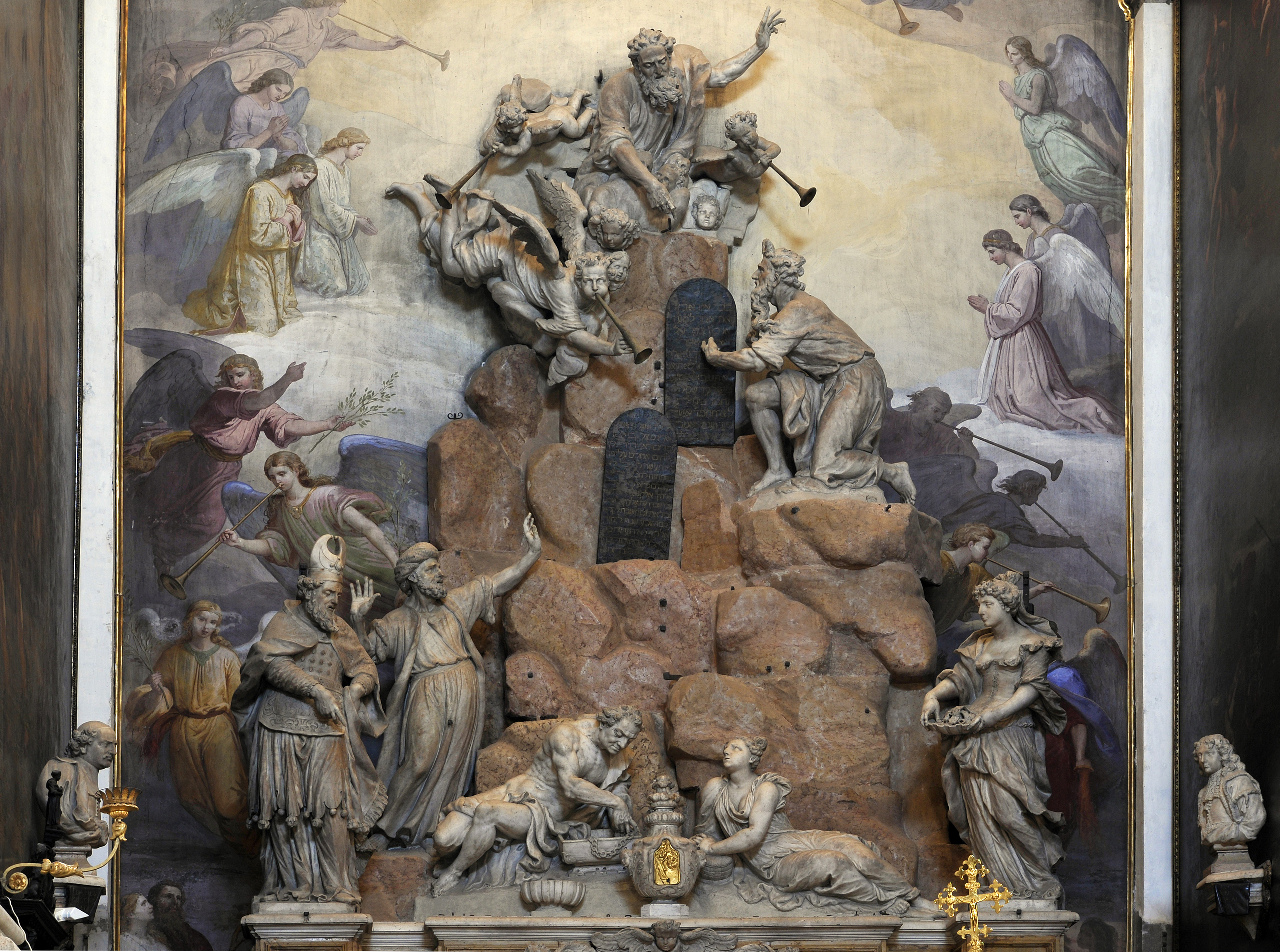
Altarul principal realizat de Enrico Merengo cu piese de fundal de Michelangelo Morlaiter
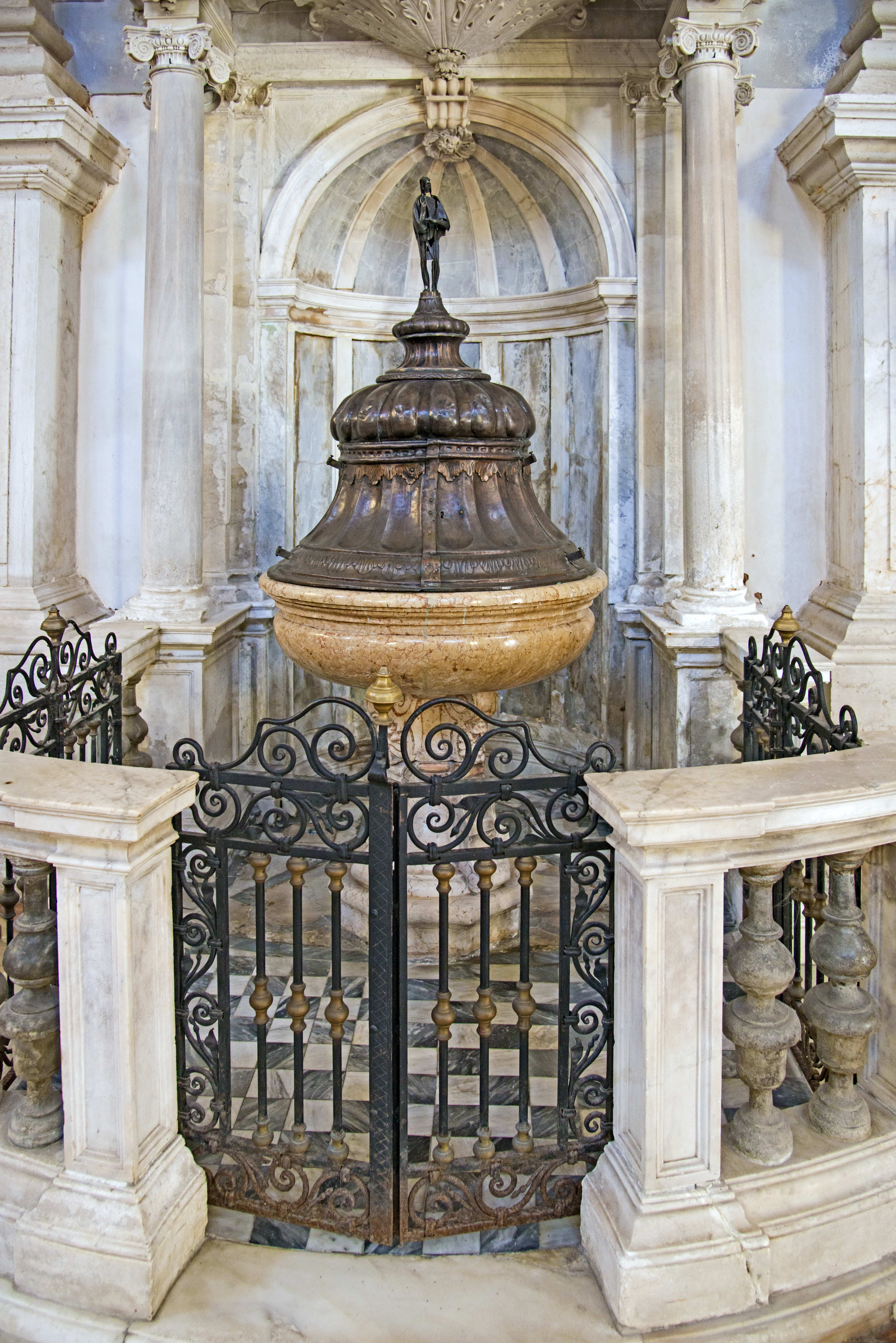
Fântâna de botez
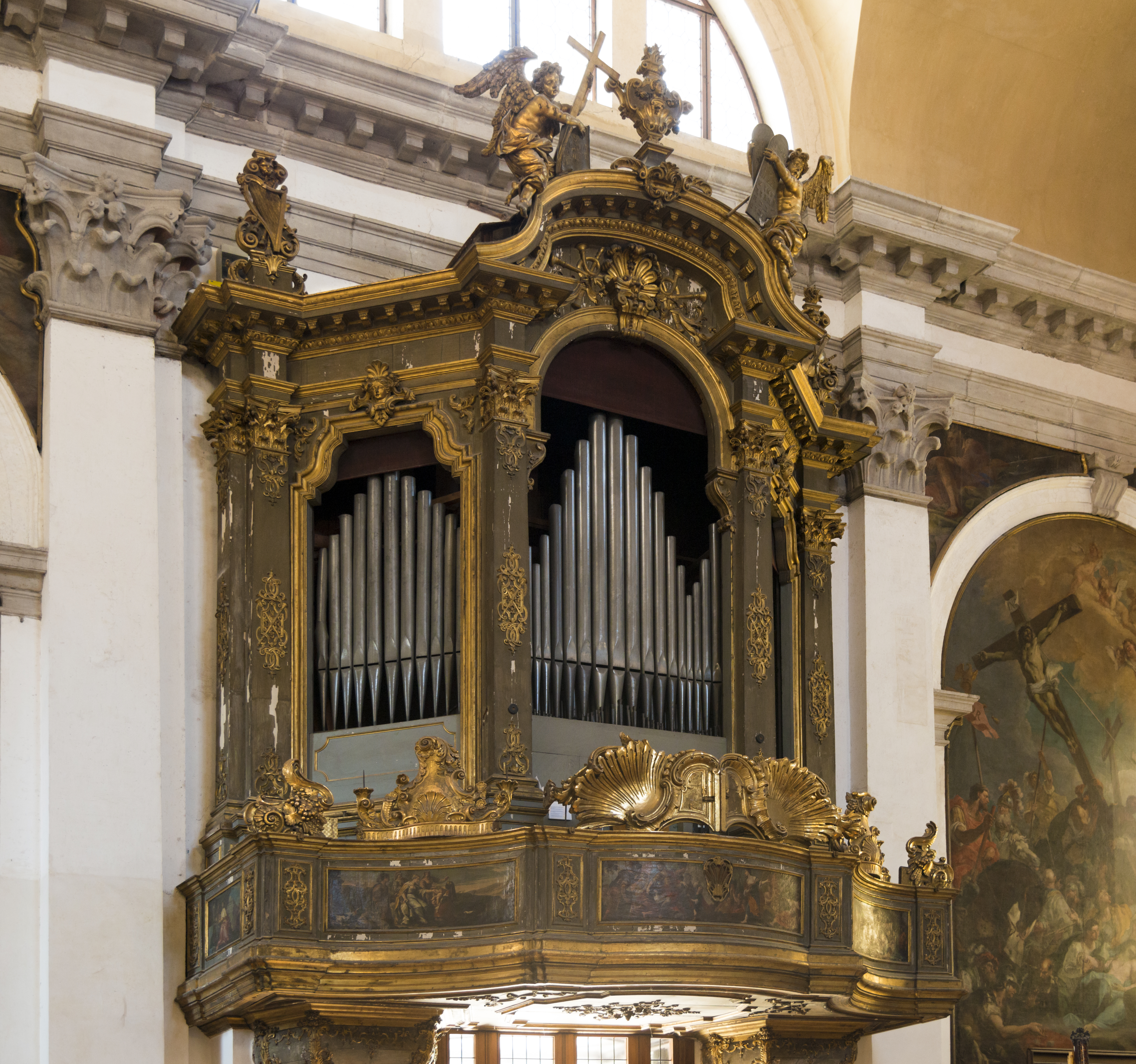
Orgă executată de Gaetano Callido
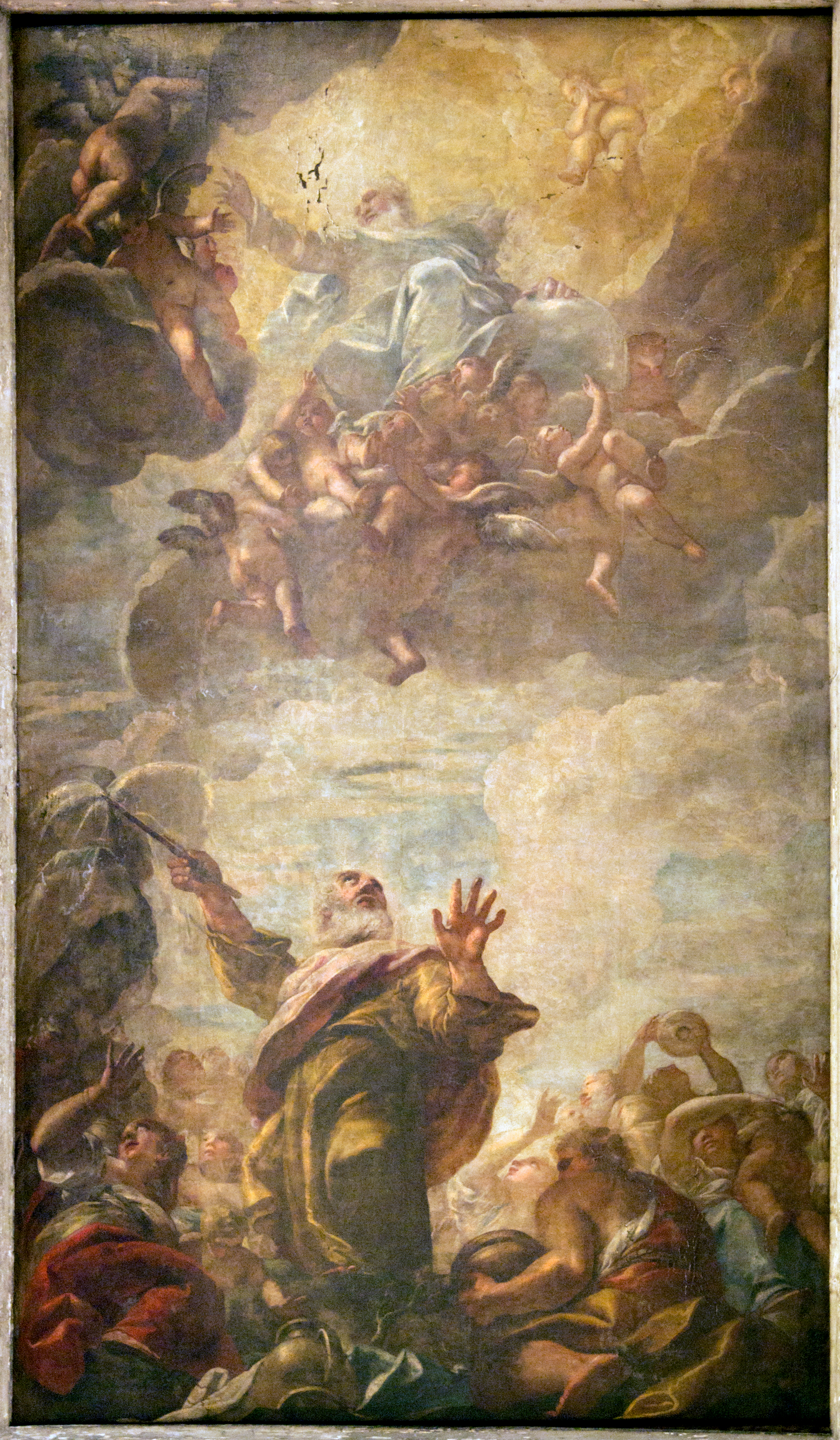
Pictură de Niccolò Bambini.
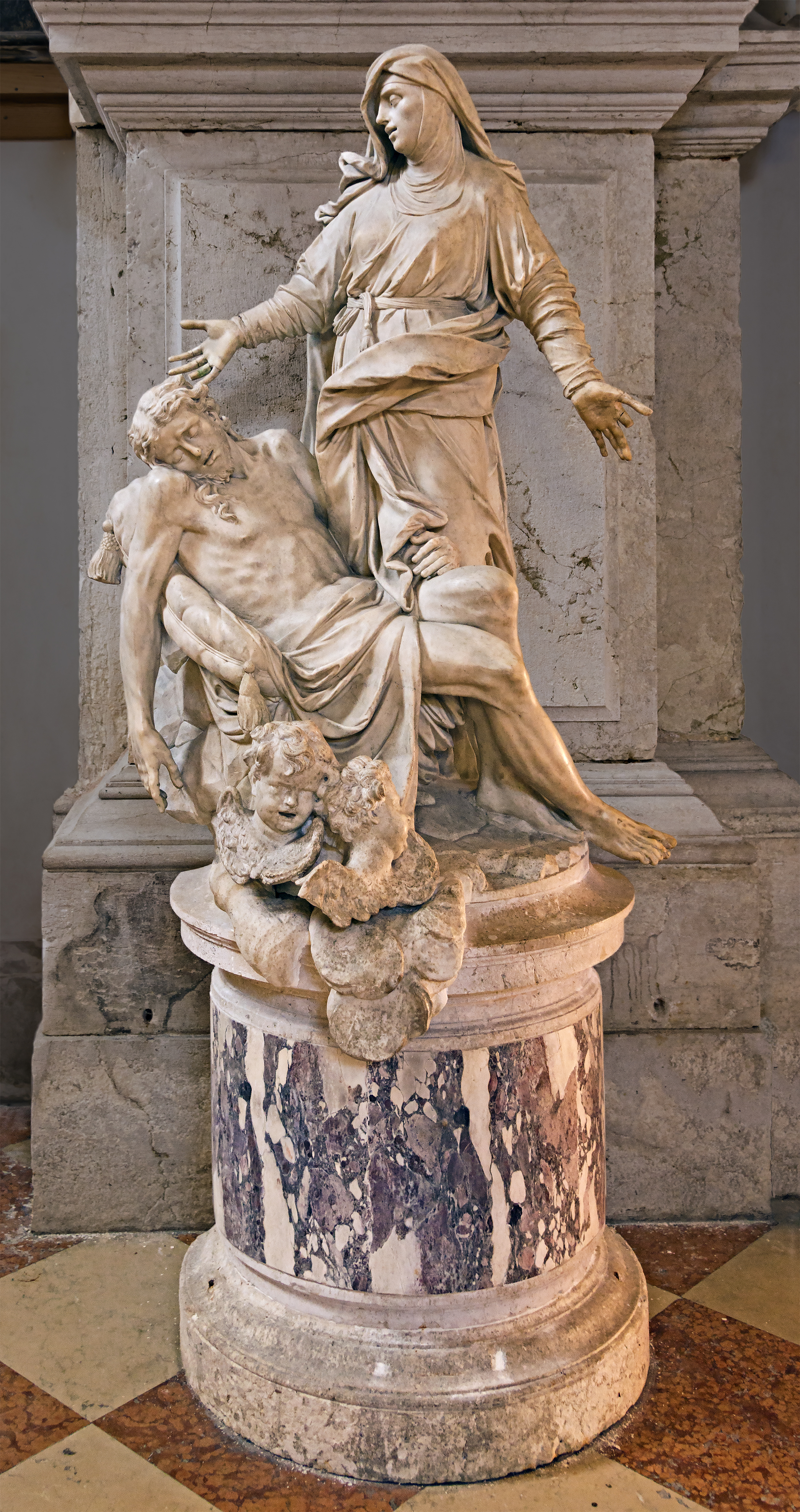
Pietà de Antonio Corradini.

## Parohia
Parohia San Moisè, reînființată în 1967, are 1.255 de enoriași. Pe teritoriul său canonic se află Bazilica San Marco (catedrală colegiată, dar nu și parohie) și bisericile Santa Maria del Giglio (biserică rectorială), San Fantin (biserică vicarială) și Santa Croce degli Armeni (de rit armeano-catolic). Parohul actual este, de asemenea, vicar patriarhal de San Marco-Castello.